# Montagna in Valtellina
Montagna in Valtellina (Muntàgna in dialetto valtellinese) è un comune italiano di 2 943 abitanti della provincia di Sondrio in Lombardia.

## Geografia fisica
Il paese si trova nella media Valtellina. Il punto più elevato del territorio comunale è la vetta del Pizzo Scalino (3323 m).
Il torrente Davaglione è un tipico torrente di montagna che nasce presso le alte praterie alpine sovrastanti l'alpeggio di Mara, e dopo aver attraversato il paese, sfocia nel fiume Adda, sul fondovalle valtellinese.
Nei pressi del cimitero il Davaglione forma la cascata della Pisaloccacon un salto di circa 20 m.
Nel bacino di alimentazione del torrente Davaglione si rinvengono interessanti fenomeni "le piramidi di Terra" dovuti ad erosione accelerata in depositi morenici, tra cui la più caratteristica, che ha dato luogo a storie e leggende, è il "Capel del Diaul".
Il pendio soleggiato del territorio, dalle contrade alte al piano, è stato in tempi antichi dissodato; con grande fatica e tenacia sono stati realizzati i tipici terrazzi nei quali si coltiva ancora oggi la vite che produce i rinomati vini DOC e DOCG, esportati anche all'estero, Rosso di Valtellina e Grumello.

## Storia
Il territorio di Montagna era popolato già nell'Olocene (VII-VI secolo a.C.) dai primi uomini che si recavano in quota alla ricerca di animali da preda. Nel I secolo a.C. inizia la conquista romana delle vallate alpine con conseguente romanizzazione del territorio in cui persistono radicate tradizioni retiche, come l'uso dell'alfabeto nord-etrusco, che nell'arco alpino era diffuso sul finire del IV secolo. Lo attestano l'iscrizione rinvenuta a S. Maria Perlungo nel 1909, scolpita nella pietra con caratteri dell'alfabeto nord-etrusco. Il prezioso reperto viene oggi datato all'inizio della romanizzazione, ossia all'inizio del I secolo a.C.
Montagna ha una storia antica e ciò lo si può dedurre, più che dalla scarsa storiografia, dal territorio.
I reperti archeologici rinvenuti, i toponimi (Castaldo e Studegarda sono termini di probabile origine longobarda), i castelli, i resti di antichi nuclei nobili e rurali testimoniano che il territorio di Montagna fu abitato fin dai tempi più remoti, visse le lotte medioevali fra Guelfi e Ghibellini, fu residenza di nobili e ricche famiglie che avevano lasciato tracce di vita cortese nelle sale affrescate delle quattrocentesche e cinquecentesche dimore.
Montagna è ricordata per la prima volta come "vico de Muntania" nel 971 in un atto di vendita. Fece parte, dal punto di vista ecclesiale, della pieve di Tresivio e comprendeva nel proprio territorio anche Spriana, Marveggia, Pendolasco (l'attuale Poggiridenti) e Busteggia.
Il 21 gennaio 1429 avvenne il distacco di Montagna dalla Pieve di Tresivio e la costituzione della parrocchia autonoma con sede nella chiesa di San Giorgio.

### Simboli
Lo stemma e il gonfalone sono stati concessi con decreto del presidente della Repubblica in 
data 19 giugno 1998.
Il gonfalone è un drappo di bianco.

## Monumenti e luoghi d'interesse

### Monumenti storici e civili

#### Pietra d'Inciampo in memoria di Alessandro Lavelli
Nella contrada Cà Castaldo è stata collocata in data 17 maggio 2025 una pietra d'inciampo, la seconda della Valtellina, in memoria di Alessandro Lavelli, giovane soldato appartenente alla categoria degli IMI - Internati Militari Italiani. Nato il 1 agosto 2024, fu deportato l'8 settembre 1943, internato nello Stammlager IV G di Oschatz, in Sassonia tra Lipsia e Dresda; morì il 28 luglio 2045 nell'ospedale civile di Wurzen di tubercolosi polmonare, contratta a causa delle durissime condizioni di prigionia.

### Architetture religiose

#### Chiesa di San Giorgio
La chiesa parrocchiale, volta a nord, è dedicata a san Giorgio e presenta una facciata a capanna, risalente al XV secolo. Sempre in centro del paese sono presenti altre due chiese: la chiesa della Madonna del Carmine (XV secolo) con uno splendido presbiterio completamente affrescato dal noto pittore comasco Sigismondo de Magistris e la chiesa della Beata Vergine Addolorata (XVIII secolo) detta popolarmente "dei morti".

#### Altre chiese
- Nella contrada Madonnina si trova una chiesa del XVIII secolo dedicata alla Madonna di Caravaggio.
- Nei pressi del castello Grumello si trovano la Chiesa di Sant'Antonio Abate (XVII secolo) e la chiesetta di San Rocco (XII secolo).
- A circa 900 m s.l.m. si trovano altre due chiese: Santa Maria Perlungo (secolo XV) a est del torrente Davaglione e la chiesa di San Giovanni Battista (XV-XVI secolo) a ovest del torrente.
- Inoltre sulla strada panoramica, appena giunti a Montagna, si trovano il Santuario del Cuore Immacolato di Maria e l'annesso Convento dei Padri Cappuccini, eretti tra il 1961 e il '62 su progetto dell'ing. Tirinzoni.
- A Montagna Piano si trova la chiesa di San Giuseppe eretta nel 1969 su progetto di Giulio Conforto Galli.

### Architetture civili
Sono presenti i resti di due castelli medioevali: il castello Grumello (oggi di proprietà del F.A.I.) e il castello di Mancapane (900 m s.l.m.)

## Società

### Evoluzione demografica
Abitanti censiti

## Cultura

### Eventi
A Montagna occasione di ritrovo sono le seguenti feste:
1) Sagra di Sant'Antonio;
2) Montagna vive le tradizioni;
3) Feste della Madonnina;
4) Festa di Ca' Farina
5) Festa di Santa Maria.
6) Santo patrono San Giorgio.
8) Festa di Mara.

## Geografia antropica

### Contrade
Il territorio di Montagna in Valtellina è diviso in varie "contrade" poste sulle pendici del versante retico, di cui: Centro (detto anche Piazza) - Madonnina (Ca' Leuscc) - Pace - Ca' Bonini - Campagna - Ca' Credaro e Ca' Paini a ovest del Torrente Davaglione e: Prada - Ca' Castaldo - Ca' Vervio - Ca' Farina - Caparoni - Ca' Magini e Ca' Maiolo a est del torrente, nonché l'insediamento in pianura sviluppatosi in tempi recenti e denominato Montagna Piano - una zona che, fino a non molti anni fa era destinata all'agricoltura e sfruttata, oltre che per la fienagione, anche per la transumanza nel periodo autunnale e primaverile.

## Amministrazione
Da giugno 2024 il Sindaco è Roberto Menegola sostenuto dalla lista civica Menegola per Montagna.